# Basna
Basna es una ciudad de la India en el distrito de Mahasamund, estado de Chhattisgarh.

## Geografía
Se encuentra a una altitud de 279 m s. n. m. a 138 km de la capital estatal, Raipur, en la zona horaria UTC +5:30.

## Demografía
Según estimación 2012 contaba con una población de 10 744 habitantes.